# Elsholtzia glabra
Elsholtzia glabra là một loài thực vật có hoa trong họ Hoa môi. Loài này được C.Y.Wu & S.C.Huang mô tả khoa học đầu tiên năm 1974.